# Fönstret åt gården
Fönstret åt gården (engelska: Rear Window) är en mysteriefilm från 1954 i regi av Alfred Hitchcock. Filmens manus skrevs av John Michael Hayes, baserat på Cornell Woolrichs novell It had to be Murder från 1942. I huvudrollerna ses James Stewart, Grace Kelly, Wendell Corey, Thelma Ritter och Raymond Burr. Filmen visades på 1954 års filmfestival i Venedig. Den erhöll fyra Oscarsnomineringar.

## Handling
Yrkesfotografen L.B. 'Jeff' Jefferies har råkat ut för en olycka på en racerbana; han har ena benet i gips och är rullstolsbunden. Han är därmed fast i sin lägenhet i Greenwich Village i väntan på att de sju veckorna med gipset ska vara över. Äventyrlig som han är blir han snabbt uttråkad och för att få tiden att gå börjar han att titta ut genom ett av sina fönster, som vetter ut mot innergården och flera andra lägenheter. Under en rejäl värmebölja kan han iaktta sina grannar än bättre, då de håller sina fönster öppna för att svalka sig.

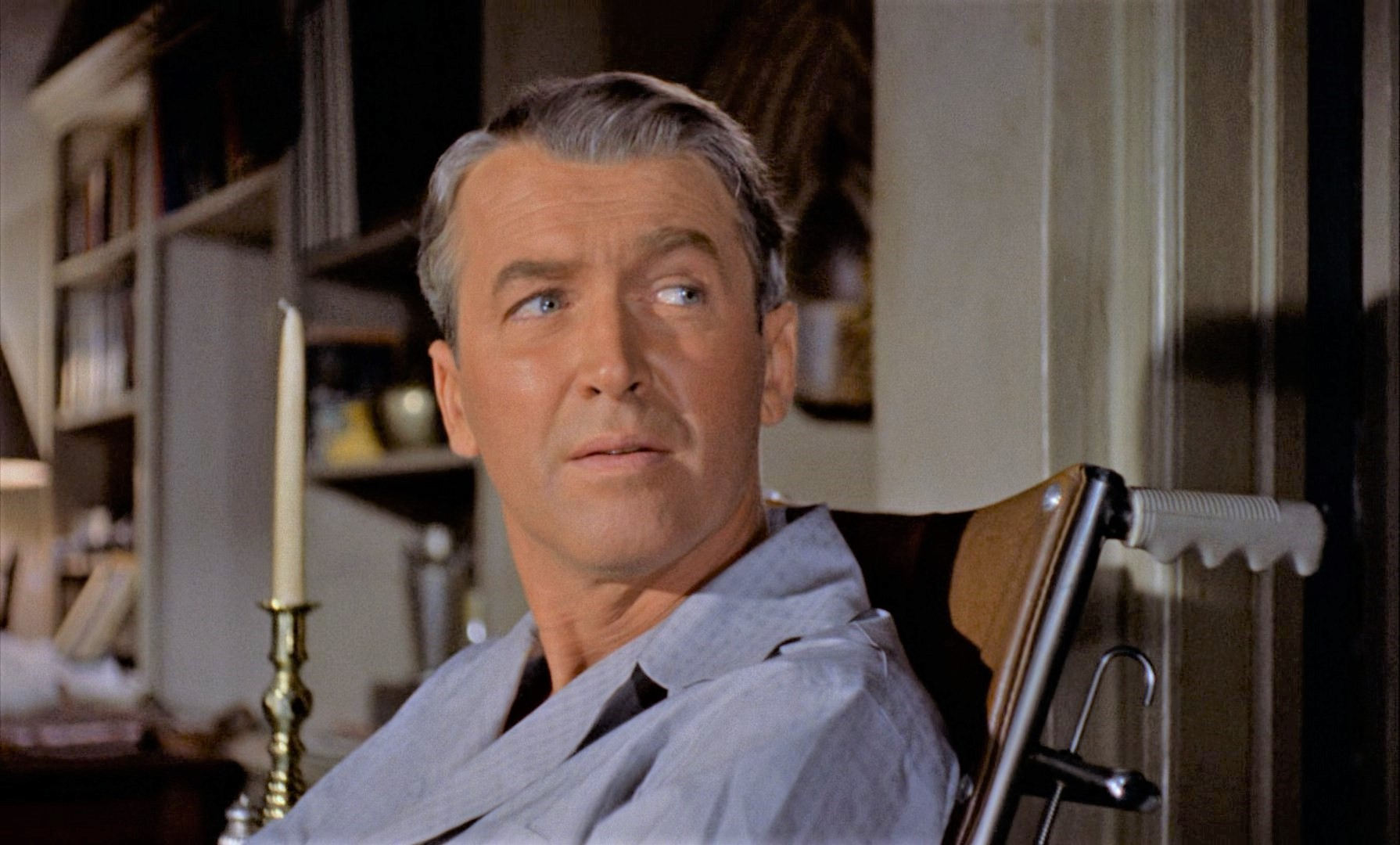
James Stewart som L. B. Jefferies

Han observerar då en dansare han kallar "Miss Torso", en singelkvinna i medelåldern som han kallar "Miss Lonelyhearts", en begåvad medelålders kompositör, flera gifta par, en kvinnlig skulptör samt Lars Thorwald, en resande smyckeförsäljare med en sängbunden hustru, med vilken han ofta grälar.
Jeff får regelbundet besök, dels av sin flickvän, den sofistikerade och vackra societetsflickan Lisa Fremont, dels av försäkringsbolagets sjuksköterska, Stella. Stella anser att Jeff ska gifta sig med Lisa, men Jeff är motvillig; han vill ha sin frihet och tycker att Lisa är för fin för honom och hans livsstil.
En natt under ett regn och åskväder hör Jeff en kvinna skrika "Nej!" och sedan hör han ljudet av krossat glas. Senare väcks han av åskan och iakttar Thorwald lämna sin lägenhet. Thorwald gör upprepade resor mitt i natten med sin säljväska. Nästa morgon upptäcker Jeff att Thorwalds hustru är borta och sedan ser han hur Thorwald rengör en stor kniv och en handsåg. Ännu lite senare binder Thorwald ihop en stor resväska med rep och några flyttgubbar kommer och hämtar den. 
Jeff diskuterar allt vad han iakttagit med Lisa och Stella. I början är de skeptiska och tycker att han ska ägna sig åt annat än att spionera på sina grannar med kikare. Men snart börjar de också tycka att det är något mystiskt som pågår utanför Jeffs fönster. Jeff själv är övertygad om att Thorwald har mördat sin hustru.
Det visar sig att Jeffs misstankar stämmer. Thorwald upptäcker att Jeff är honom på spåren och bryter sig in i Jeffs lägenhet för att tysta honom. Jeff lyckas blända Thorwald genom att fyra av ett antal kamerablixtar och lyckas på det viset fördröja attacken tills polisen hinner anlända. Dock hinner de inte stoppa Thorwald från att kasta ut Jeff genom fönstret, men han fångas delvis upp av några poliser som sett tumultet utifrån. Thorwald erkänner och Jeff sitter kvar i sin rullstol, nu med båda benen brutna.

## Rollista
- James Stewart – L.B. "Jeff" Jefferies
- Grace Kelly – Lisa Carol Fremont
- Wendell Corey – kommissarie Thomas "Tom" J. Doyle, Jeffs vän
- Thelma Ritter – Stella, sjuksköterska för ett försäkringsbolag
- Raymond Burr – Lars Thorwald, försäljare
- Judith Evelyn – Miss Lonelyhearts
- Ross Bagdasarian – kompositören
- Georgine Darcy – Miss Torso
- Frank Cady och Sara Berner – paret som bor ovanpå makarna Thorwalds lägenhet, med sin hund
- Jesslyn Fax – skulpterande granne med hörselapparat
- Rand Harper – den nygifte mannen
- Irene Winston – Mrs. Anna Thorwald
- Havis Davenport – den nygifta kvinnan
- Gig Young – Jeffs redaktör i telefonen (ej krediterad)
- Harry Landers – Miss Lonelyhearts gäst (ej krediterad)
- Ralph Smiles – Carl, kyparen från "21" (ej krediterad)
- Alfred Hitchcock – vrider upp en klocka i kompositörens lägenhet (cameo)

## Om filmen
- Fönstret åt gården nominerades till fyra Oscars, för bästa regi, bästa manus efter förlaga, bästa foto och bästa ljud.
- Kostymören Edith Head designade Grace Kellys kreationer, bland annat ett glamoröst nattlinne, Lisa visar detta för Jeff och säger lockande: "Preview of coming attractions."[7]

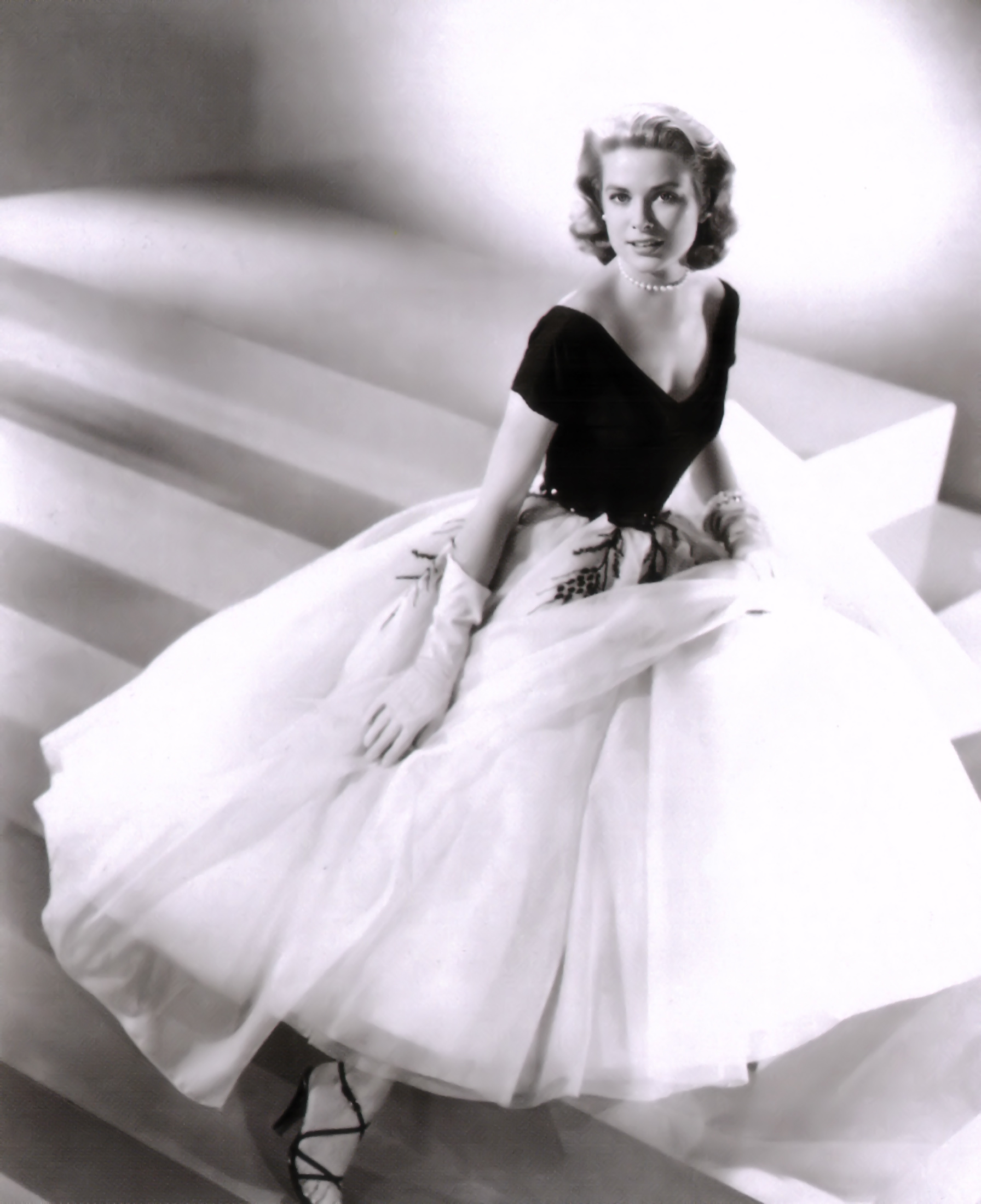
Grace Kelly i ett studiofotografi som Lisa Fremont.

- I filmens inledning bär Grace Kelly en överdådig svartvit klänning med sammetsliv och kjoldel bestående av ett flertal meter chiffong, som ger den en generös vidd.[8][9][10]

## Arv och kulturella återgivningar
- År 1997 valdes Fönstret åt gården ut för bevarande i National Film Registry av USA:s kongressbibliotek, som "kulturellt, historiskt eller estetiskt betydande". Vid den tiden hade andra regissörer börjat intressera sig för temat med voyeurism och nya tolkningar av filmen och dess teman följde, däribland Brian De Palmas film Body Double (1984) och Phillip Noyces film Sliver (1993).
- American Film Institute placerade 1998 filmen som nummer 42 på sin AFI's 100 Years...100 Movies lista, som nummer 14 på listan över AFI's 100 Years...100 Thrills, som nummer 48 på AFI's 100 Years...100 Movies (10th Anniversary Edition) år 2007 och som nummer tre på AFI's 10 Top 10 (i kategorin mysteriefilmer).
- Avsnittet "Bart of Darkness" i sjätte säsongen (1994) av den animerade TV-serien Simpsons använder en liknande handling, där Bart Simpson bryter benet och sitter och spanar med en kikare vid sitt fönster.
- En nyinspelning av filmen gjordes 1998 för TV, med Christopher Reeve i huvudrollen, där man drog nytta av hans erfarenheter av förlamning. I övriga roller märks bland andra Daryl Hannah och Robert Forster.
- Filmen Disturbia från 2007 har en handling som är snarlik Fönstret åt gården.